# Monte San Giorgio
Monte San Giorgio je zalesněná hora (1096 m) ve švýcarském kantonu Ticino jižně od Luganského jezera. Nachází se asi 10 kilometrů jižně od Lugana; západní úpatí hory zasahuje do Itálie. Je považována za nejbohatší naleziště mořských fosilií z doby středního triasu. V roce 2003 byla zapsána na Seznam světového dědictví UNESCO; v roce 2010 byla chráněná lokalita rozšířena i o italskou část.
Skrze fosilie je zde zaznamenn život v prostředí tropické laguny, chráněné a částečně oddělené od volného moře pobřežním útesem. V této laguně se vyvinul rozmanitý mořský život, včetně plazů, ryb, mlžů, amonitů, ostnokožců a korýšů. Vzhledem k tomu, že laguna byla blízko pevniny, nachází se zde i fosilní pozůstatky hmyzu a rostlin.

## Historický a kulturní význam
Oblast Monte San Giorgio je lidmi obývána přinejmenším od neolitu, tedy přibližně od doby před 6 000 lety. Na jižní straně hory se nachází archeologický park Tremona-Castello, pevnost a osada, která byla nepřetržitě obývána řemeslníky od neolitu až do 14. století. Na hoře a v jejím okolí se nachází množství artefaktů, architektury a dalších dokladů římské a středověké činnosti. V tomto období i později byly v Itálii (Viggiù a Saltrio) a ve Švýcarsku (Arzo) činné produktivní vápencové lomy.

### Těžba fosilních paliv a ropy
Naleziště fosilních paliv byla na hoře využívána v nedávné době. Motivem pro jejich těžbu bylo hledání topného a lampového oleje pro Milán, a tak se na přelomu 18. a 19. století pokoušely prosadit těžební projekty, které se zaměřovaly na bituminózní břidlice Grenzbitumenzon (besanské formace). Ačkoli tyto počáteční snahy neměly dlouhého trvání, těžba Grenzbitumenzonu se po objevení jeho farmaceutických vlastností na počátku 20. století zvýšila. V roce 1908 byla postavena továrna Spinirolo, která měla břidlici zpracovávat na saurol, kožní mast podobnou ichtyolu. Výroba a těžba saurolu pokračovala až do 50. let 20. století a v roce 1960 provoz zkrachoval. V průběhu 20. století se na hoře hledaly také nerosty jako baryt, fluorit a galenit.
O výskytu zkamenělin na hoře se poprvé zmínil italský paleontolog Giulio Curioni v roce 1847. První práci zaměřenou konkrétně na zkameněliny z Monte San Giorgio publikoval Emilio Cornalia v roce 1854. Drobné vykopávky milánských paleontologických společností v letech 1863 a 1878 poskytly konkrétnější souvislosti o paleontologii Monte San Giorgio. Těžba břidlic přivedla v roce 1919 k nalezištím zkamenělin pozornost paleontologa curyšské univerzity Bernharda Peyera. Peyer a jeho spolupracovníci zahájili v roce 1924 sérii rozsáhlých a systematických vykopávek, které výrazně rozšířily jak počet známých nalezišť zkamenělin, tak počet geologických vrstev, o nichž je známo, že se v nich zkameněliny zachovaly. Peyerovy vykopávky pokračovaly až do roku 1938 a objevil při nich mnoho nových druhů zkamenělých živočichů. Druhá světová válka přerušila výrobu Saurolu i sběr zkamenělin. Milánské občanské přírodovědné muzeum (Museo Civico di Storia Naturale di Milano, MSNM) bylo v roce 1943 bombardováno, čímž byla zničena jeho sbírka vzorků z Monte San Giorgio. Vykopávky fosilií byly obnoveny v roce 1950 pod vedením Emila Kuhn-Schnydera, Peyerova nástupce a bývalého studenta. Kuhn-Schnyder založil v roce 1956 Paleontologický ústav a muzeum Curyšské univerzity (PIMUZ), kde se nyní nachází více než 15 000 exemplářů zkamenělin z Monte San Giorgio. Sbírkové kampaně pokračují s přestávkami až do současnosti, řídí je MSNM, Milánská univerzita (UNIMI) a Kantonální přírodovědné muzeum v Luganu (Museo Cantonale di Storia Naturale di Lugano, MCSN). Do roku 2010 bylo celkem shromážděno přes 21 000 exemplářů zkamenělin.

### Zařazení na seznam Unesco
V roce 2003 byla švýcarská strana hory Monte San Giorgio zapsána na seznam světového dědictví UNESCO a chráněno je zde 849 ha (hektarů) na území obcí Brusino Arsizio, Riva San Vitale a Meride (v současnosti součást města Mendrisio). Tato chráněná oblast byla obklopena nárazníkovou zónou o rozloze 1389 ha, která překrývala dalších šest obcí. Nominace oblasti Monte San Giorgio byla inspirována její výjimečnou paleontologickou hodnotou, neboť se zde nachází několik fosilních úrovní, které uchovávají jedny z nejlepších záznamů o životě ve středním triasu na světě. Monte San Giorgio také představuje spojnici mezi místní geologií a kulturou, stejně jako jedinečné ekologické dědictví ve srovnání se zbytkem Švýcarska.
V roce 2010 byla lokalita světového dědictví dále rozšířena o 240,34 ha území z italských obcí Besano, Porto Ceresio a Viggiù. Tyto obce byly spolu s obcemi Clivio a Saltrio zahrnuty také do italské tzv. nárazníkové zóny o rozloze 1818,45 ha. Díky těmto dalším pozemkům se celková rozloha chráněného území UNESCO zvýšila na 1089,34 ha a celková rozloha nárazníkové zóny na 3207,45 ha. Zařazení italské části hory bylo motivováno stejným paleontologickým dědictvím jako švýcarská část. Její historie paleontologického studia a hospodářského využívání je podstatně starší než u odpovídající švýcarské části hory. Italská strana má navíc jedinečné geologické kvality, jako je hustší sortiment rybích zkamenělin a stratigrafie, která je snadněji sledovatelná na velkém území.
Každá strana lokality je spravována samostatnými švýcarskými a italskými organizacemi a také nadnárodní radou, která moderuje mezi správcovskými organizacemi. Lokalita není nijak zvlášť ohrožena nadměrným využíváním nebo degradací, takže správa se týká především přísně regulovaných vykopávek zkamenělin, propagace a údržby turistických zařízení s nízkým dopadem. Zkameněliny z Monte San Giorgio sbírá, opatruje a vystavuje malý počet muzeí, především PIMUZ, MSNM a MCSN. Na propagaci lokality a jejích zkamenělin se podílejí také místní muzea v Besanu, Meride a Induno Olona. Muzeum zkamenělin z Monte San Giorgio (Museo dei fossili del Monte San Giorgio) v Meride bylo poprvé otevřeno v roce 1973 a v roce 2012 se dočkalo přestavby a rozšíření zásluhou ticinského architekta Maria Botty.

## Fotogalerie

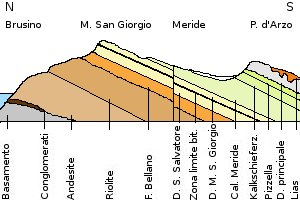
geologický profil
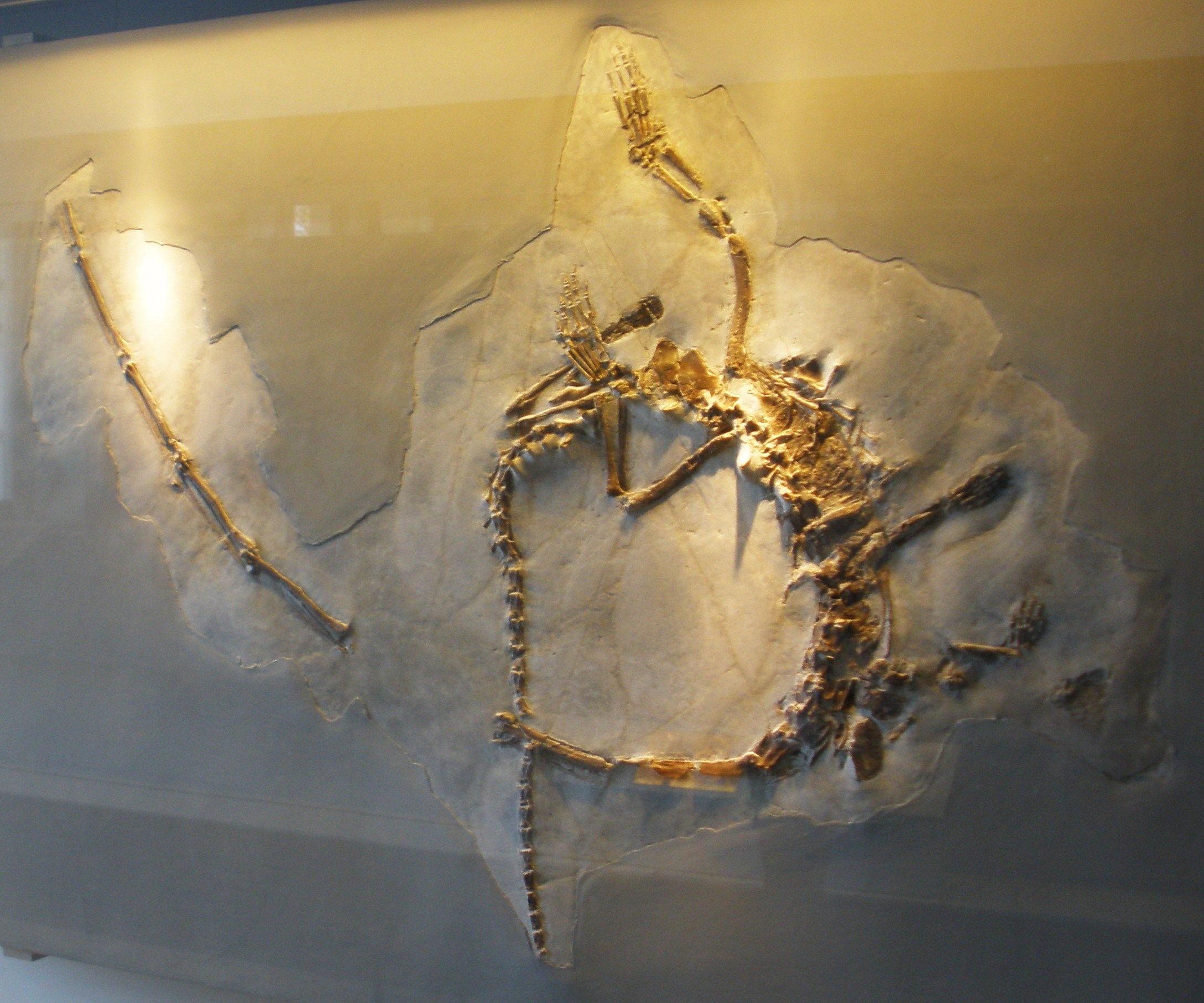
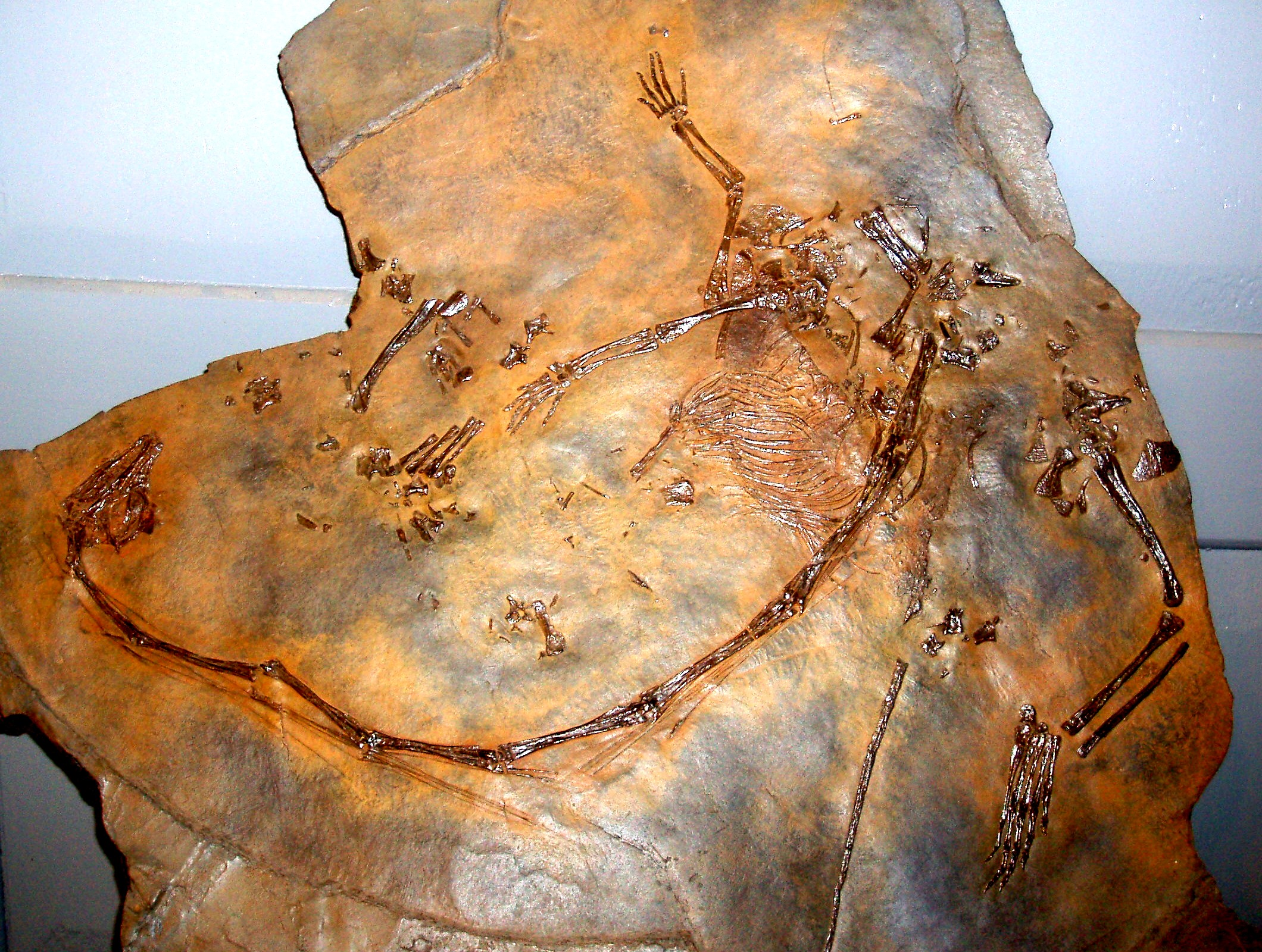